# ابازای
ابازای (به انگلیسی: Abazai) در پاکستان است که در خیبر پختونخوا واقع شده‌است.